# Paul Hänni (zapaśnik)
Paul Hänni (ur. 18 września 1927 w Arni, zm. 19 grudnia 2020 w Winterthur) – szwajcarski zapaśnik walczący w stylu wolnym. Dwukrotny olimpijczyk. Zajął czternaste miejsce w Helsinkach 1952 i trzynaste w Rzymie 1960. Walczył w kategorii do 57 kg.

## Letnie Igrzyska Olimpijskie 1952
| Konkurencja      | Rundy eliminacyjne   | Rundy eliminacyjne        | Klas. końcowa |
| Konkurencja      | Przeciwnik I         | Przeciwnik II             | Miejsce       |
| ---------------- | -------------------- | ------------------------- | ------------- |
| 57 kg styl wolny | Bill Borders (USA) P | Raszid Mamedbekow (URS) P | 14.           |

## Letnie Igrzyska Olimpijskie 1960
| Konkurencja      | Rundy eliminacyjne          | Rundy eliminacyjne   | Klas. końcowa |
| Konkurencja      | Przeciwnik I                | Przeciwnik II        | Miejsce       |
| ---------------- | --------------------------- | -------------------- | ------------- |
| 57 kg styl wolny | Tadeusz Trojanowski (POL) P | Terry McCann (USA) P | 16.           |